# The Sound of Music (canción)
The Sound of Music es una canción compuesta por Richard Rodgers con letra de Oscar Hammerstein II en 1959 para el musical del mismo nombre, originalmente cantada por Mary Martin.
La canción alcanzó el puesto nº10 en la popular lista de las 100 canciones más representativas del cine estadounidense realizada por el American Film Institute en 2004.

## En el Cine
La versión más conocida de la canción es la cantada por Julie Andrews al comienzo de la película The Sound of Music (1965) —llamada en Hispanoamérica La novicia rebelde y en España Sonrisas y Lágrimas—; más tarde en la película, se vuelve a cantar, en esta ocasión acompañada por la familia Von Trapp.
Parte de la canción es cantada en el musical de 2001, Moulin Rouge!.

## Letra
The hills are alive with the sound of music, with songs they have sung for a thousand years,
the hills fill my heart with the sound of music, my heart wants to sing every songs it hears.
My heart wants to beat like the wings of the birds that rise from the lakes, to the tres
my heart wants to sigh like a chime that flies from a church on a breeze
to laugh like a brook when it trips and falls over stones, on its way
to sing through the night, like a lark who is learning to pray.
I go to the hills when my heart is lonely, I know I will hear, what I've heard before

My heart will be blessed with the sound of music, and I'll sing once more